# Tom Ford (företag)
Tom Ford SA är ett amerikanskt multinationellt modeföretag som tillverkar och säljer bland annat accessoarer, kläder, kosmetika, parfym och skor. Företaget har 98 butiker i länder såsom Förenade Arabemiraten, Italien, Japan, Kina, Ryssland och Schweiz. De ägs till 63,75% av den amerikanske modedesignern Tom Ford.
Företaget grundades i mars 2005 av Tom Ford och den italienske affärsmannen Domenico De Sole, tidigare VD för Gucci. Månaden efter började kosmetikatillverkaren Estée Lauder Companies samarbeta med företaget. Året efter inledde man även samarbete med italienska modehuset Zegna. Den 15 november 2022 meddelade Estée Lauder Companies att de skulle köpa Tom Ford SA för 2,8 miljarder amerikanska dollar, affären förväntas slutföras under första halvåret av 2023. Både Tom Ford och affärspartnern De Sole kommer vara kvar i företaget tills årsskiftet 2023–2024.
Huvudkontoret ligger i skyskrapan Fuller Building på Manhattan i New York i New York.

## Ägarskap
Källa: 
| Aktieägare             | Nationalitet | Ägarandel |
| ---------------------- | ------------ | --------- |
| Tom Ford International | USA          | 63,75%    |
| Zegna                  | Italien      | 15,00%    |
| Domenico De Sole       | Italien      | 11,25%    |
| Grupo Americo Amorim   | Portugal     | 10,00%    |